# HD219927
HD219927 — хімічно пекулярна зоря спектрального класу B8, що має видиму зоряну величину в смузі V приблизно  6,3.
Вона  розташована на відстані близько 696,9 світлових років від Сонця.

## Фізичні характеристики
Зоря HD219927 обертається 
порівняно повільно 
навколо своєї осі. Проєкція її екваторіальної швидкості на промінь зору становить  Vsin(i)= 16км/сек.

## Пекулярний хімічний склад
Зоряна атмосфера HD219927 має підвищений вміст 
Si
.